# Coppa Italia di Serie B2 2024-2025 (pallavolo)
La Coppa Italia di Serie B2 2024-2025 si è svolta dal 25 gennaio al 19 aprile 2025: al torneo hanno partecipato otto squadre di club italiane e la vittoria finale è andata per la prima volta alla Florens Vigevano.

## Formula
Al torneo hanno partecipato le migliori otto prime classificate, al termine del girone di andata, nei dieci gironi del campionato di Serie B2. La formula ha previsto:
- Prima fase, con partite di andata e ritorno ad eliminazione diretta (in caso di parità al termine delle due partite si è disputato un golden set);
- Semifinali, finale per il 3º posto e finale, tutte in gara unica[2].

## Squadre partecipanti
| Squadra            | Qualificazione                                       |
| ------------------ | ---------------------------------------------------- |
| Bellusco           | 1ª in girone di andata Serie B2 2024-2025 (girone B) |
| Callipo            | 1ª in girone di andata Serie B2 2024-2025 (girone L) |
| Florens Vigevano   | 1ª in girone di andata Serie B2 2024-2025 (girone A) |
| Leonessa Altamura  | 1ª in girone di andata Serie B2 2024-2025 (girone I) |
| Peschiera          | 1ª in girone di andata Serie B2 2024-2025 (girone C) |
| San Feliciano      | 1ª in girone di andata Serie B2 2024-2025 (girone H) |
| San Vito           | 1ª in girone di andata Serie B2 2024-2025 (girone D) |
| Savino Del Bene II | 1ª in girone di andata Serie B2 2024-2025 (girone G) |

## Torneo

### Tabellone
|  | Quarti di finale   | Quarti di finale | Quarti di finale |   |                   | Semifinali | Semifinali |                   |                 | Finale          | Finale |  |
|  |                    |                  |                  |   |                   |            |            |                   |                 |                 |        |  |
|  | Leonessa Altamura  | 3                | 015              |   |                   |            |            |                   |                 |                 |        |  |
|  | Leonessa Altamura  | 3                | 015              |   |                   |            |            |                   |                 |                 |        |  |
|  | San Feliciano      | 0                | 312              |   |                   |            |            |                   |                 |                 |        |  |
|  | San Feliciano      | 0                | 312              |   | Leonessa Altamura | 0          |            |                   |                 |                 |        |  |
|  |                    |                  |                  |   | Leonessa Altamura | 0          |            |                   |                 |                 |        |  |
|  |                    |                  | Callipo          | 3 |                   |            |            |                   |                 |                 |        |  |
|  | Savino Del Bene II | 1                | Callipo          | 3 | 0                 |            |            |                   |                 |                 |        |  |
|  | Savino Del Bene II | 1                |                  |   |                   |            |            |                   |                 |                 |        |  |
|  | Callipo            | 3                | 3                |   |                   |            |            |                   |                 |                 |        |  |
|  | Callipo            | 3                | 3                |   | Callipo           | 0          |            |                   |                 |                 |        |  |
|  |                    |                  |                  |   |                   |            |            |                   |                 |                 |        |  |
|  |                    |                  | Florens Vigevano | 3 |                   |            |            |                   |                 |                 |        |  |
|  | Peschiera          | 3                | Florens Vigevano | 3 | 118               |            |            |                   |                 |                 |        |  |
|  | Peschiera          | 3                |                  |   | 118               |            |            |                   |                 |                 |        |  |
|  | San Vito           | 0                | 316              |   |                   |            |            |                   |                 |                 |        |  |
|  | San Vito           | 0                | 316              |   | Peschiera         | 1          |            |                   | Finale 3º posto | Finale 3º posto |        |  |
|  |                    |                  |                  |   | Peschiera         | 1          |            |                   |                 |                 |        |  |
|  |                    |                  | Florens Vigevano | 3 |                   |            |            |                   |                 |                 |        |  |
|  | Bellusco           | 3                | Florens Vigevano | 3 | 09                |            |            | Leonessa Altamura | 3               |                 |        |  |
|  | Bellusco           | 3                |                  |   |                   |            |            | Leonessa Altamura | 3               |                 |        |  |
|  | Florens Vigevano   | 0                | 315              |   |                   | Peschiera  | 2          |                   |                 |                 |        |  |

### Risultati

#### Prima fase

##### Andata
| 25 gennaio 2025 Palestra Comunale, Ponti sul Mincio Durata: - Spettatori:     | Peschiera          | 3 - 0 | San Vito         | 25-19, 25-14, 25-19        |
| 25 gennaio 2025 Palazzetto dello Sport, Scandicci Durata: - Spettatori:       | Savino Del Bene II | 1 - 3 | Callipo          | 22-25, 23-25, 25-23, 17-25 |
| 26 gennaio 2025 Palazzetto dello Sport Cupola, Altamura Durata: - Spettatori: | Leonessa Altamura  | 3 - 0 | San Feliciano    | 25-20, 25-21, 25-16        |
| 25 gennaio 2025 Palestra Comunale, Bellusco Durata: - Spettatori:             | Bellusco           | 3 - 0 | Florens Vigevano | 25-16, 25-17, 25-23        |

##### Ritorno
| 29 gennaio 2025 Palasport Livio Romare, Schio Durata: - Spettatori:   | San Vito         | 3 - 1 | Peschiera          | 20-25, 25-22, 25-22, 25-23 Golden set: 16-18 |
| 29 gennaio 2025 PalaValentia, Vibo Valentia Durata: - Spettatori:     | Callipo          | 3 - 0 | Savino Del Bene II | 25-16, 25-10, 25-15                          |
| 28 gennaio 2025 Palazzetto dello Sport, Magione Durata: - Spettatori: | San Feliciano    | 3 - 0 | Leonessa Altamura  | 25-17, 25-23, 25-17 Golden set: 12-15        |
| 29 gennaio 2025 PalaBonomi, Vigevano Durata: - Spettatori:            | Florens Vigevano | 3 - 0 | Bellusco           | 25-20, 25-17, 25-19 Golden set: 15-9         |

#### Fase finale

##### Semifinali
| 18 aprile 2025 Palazzetto dello Sport, Fasano Durata: 1h:23 - Spettatori: | Leonessa Altamura | 0 - 3 | Callipo          | 24-26, 22-25, 14-25        |
| 18 aprile 2025 Palazzetto dello Sport, Fasano Durata: 1h:31 - Spettatori: | Peschiera         | 1 - 3 | Florens Vigevano | 19-25, 14-25, 25-21, 14-25 |

##### Finale 3º posto
| 19 aprile 2025 Palestra ITC Salvemini, Fasano Durata: - Spettatori: | Leonessa Altamura | 3 - 2 | Peschiera | 25-19, 25-22, 26-28, 23-25, 16-14 |

##### Finale
| 19 aprile 2025 Palazzetto dello Sport, Fasano Durata: 1h:20 - Spettatori: | Callipo | 0 - 3 | Florens Vigevano | 25-27, 22-25, 15-25 |

## Premi individuali
| Premio                 | Nome              | Squadra           |
| ---------------------- | ----------------- | ----------------- |
| MVP                    | Greta Valli       | Florens Vigevano  |
| Miglior palleggiatrice | Marta Gullì       | Florens Vigevano  |
| Miglior attaccante     | Denise Vinci      | Callipo           |
| Miglior centrale       | Valentina Soriani | Leonessa Altamura |
| Miglior libero         | Giorgia Colombo   | Florens Vigevano  |